# Кей (окръг, Оклахома)
Окръг Кей (на английски: Kay County) е окръг в щата Оклахома, Съединени американски щати. Площта му е 2448 km², а населението – 48 080 души (2000). Административен център е град Нюкърк.